# Szürkészöld galambgomba
A szürkészöld galambgomba (Russula grisea) az Agaricomycetes osztályának galambgomba-alkatúak (Russulales) rendjébe, ezen belül a galambgombafélék (Russulaceae) családjába tartozó faj.

## Előfordulása
A szürkészöld galambgomba Európában az Egyesült Királyságtól délkeletre Olaszországig és Görögországig, míg keletebbre akár Romániáig is megtalálható. Az északi Skandináviában is előfordul.

## Megjelenése
A húsos kalap átmérője 5-10 centiméteres. Fiatalon gömb alakú, idősebb korára szétterül és a közepe bemélyed; törékeny. A színe a szürkészöldtől és az olívazöldtől a lilásig változik. A krémszínű lemezei sűrűn nőnek és tönkhöz vannak forrva. Az ibolyás vagy lilás árnyalatú tönkje 4-8 centiméter magas és legfeljebb 3 centiméter átmérőjű. Fehér húsa néha szürkészöld vagy rozsdafoltos árnyalatú. A krémszínű spórái 6,5-9 x 5-6 µm méretűek, elliptikusak és tüskések.

## Életmódja
A bükkösök egyik gombafaja. Júliustól októberig található.